# Ötisheim
Ötisheim, còn được gọi trong tiếng địa phương là Aize, là một thị xã nằm ở huyện Enz, thuộc bang Baden-Württemberg, Đức.